# Анкона
Анкона (італ. Ancona) — місто та муніципалітет в Італії, у регіоні Марке, столиця провінції Анкона. Назва походить від грецького слова ankon, що означає лікоть. Гавань на схід від міста спочатку була захищена тільки мисом, що формою нагадує лікоть.
Місто утворює амфітеатр на приморських пагорбах (зокрема Монте Конеро 572 м н. р. м.), розміщене на відстані близько 210 км на північний схід від Риму, 180 км на схід від Флоренції.
Населення — 101 518 осіб (2014).
Щорічний фестиваль відбувається 4 травня. Покровитель — Святий Киріак Єрусалимський ( San Ciriaco di Gerusalemme).

## Історія

### Античність
Місто Анкона було засноване грецькими колоністами близько 390 року до н. е. Греки заснували тут мануфактуру з виробництва пурпуру. За часів римлян в Анконі ходила своя монета (із зображенням руки, що тримає пальмову гілку, з одного боку, і головою Афродіти на іншій), а населення продовжувало говорити грецькою мовою. Коли саме Анкона стала колонією Риму — питання спірне. Вона була зайнята римським флотом в Ілірійській війні (178 до н. е., Тит Лівій). Юлій Цезар оволодів нею відразу після того, як перейшов річку Рубікон. Гавань Анкони мала величезне значення за часів імперії, оскільки була найближчою до Далмації, і була розширена Траяном.

### Середньовіччя

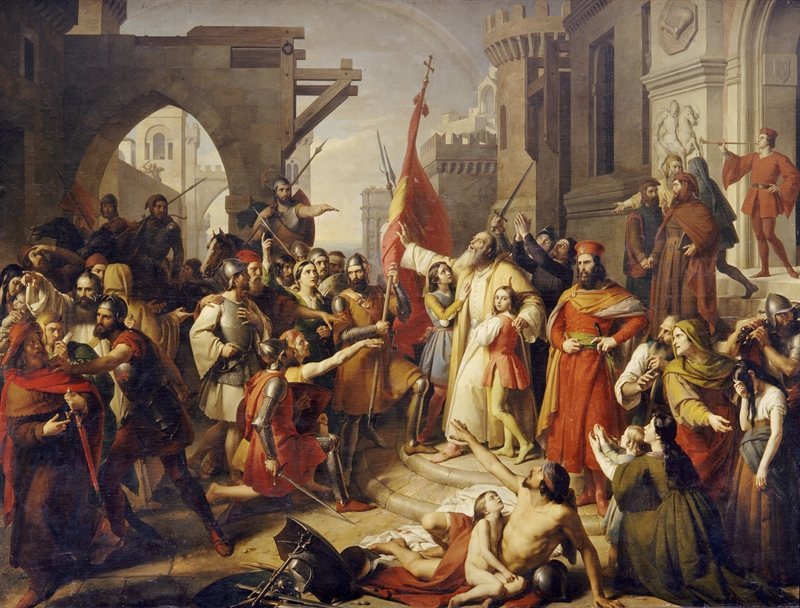
Клятва анконців під час облоги міста в 1174 р. Франческо Подесті

Місто Анкона було включене до складу нещодавно створеної Піпіном Коротким Папської держави в 774 році. У 839 та у 850 році місто пережило дві атаки сарацинів. Близько 1000 року місто перейшло під контроль Священної Римської імперії, але в ході комунального руху, що в X—XI століттях ширився серед міст північної та центральної Італії, місцева комуна поступово здобула незалежність і в XI столітті набула статус незалежної комуни Анкони (лат. Communitas Anconitana) під високою юрисдикцією папської держави. Девіз міста звучав як «Анкона, дорійське місто віри» (лат. Ancon dorica civitas fidei), посилаючись на грецьку історію заснування міста.
Після здобуття незалежності, Анкона поступово перетворилась у важливу морську республіку, яка була потужним конкурентом і предметом зазіхань сусідньої Венеційської республіки. Крім того, Анкона завжди мусила остерігатися зазіхань зі сторони як Священної Римської імперії, так і папства. Сама республіка ніколи не нападала на Венецію чи інші морські міста, але часто була змушена захищатися. Незважаючи на низку нападів, торговельних війн та морських блокад, Венеції так ніколи і не вдалося підкорити Анкону.

В XII столітті Анконська республіка тричі витримала напад військ Священної Римської імперії, яка намагалась відновити свою владу не лише над Анконою, але й над іншими італійськими комунами. У 1137 році місто витримало облогу військ імператора Лотаря II, а у 1167 році — Фрідріха Барбаросси.

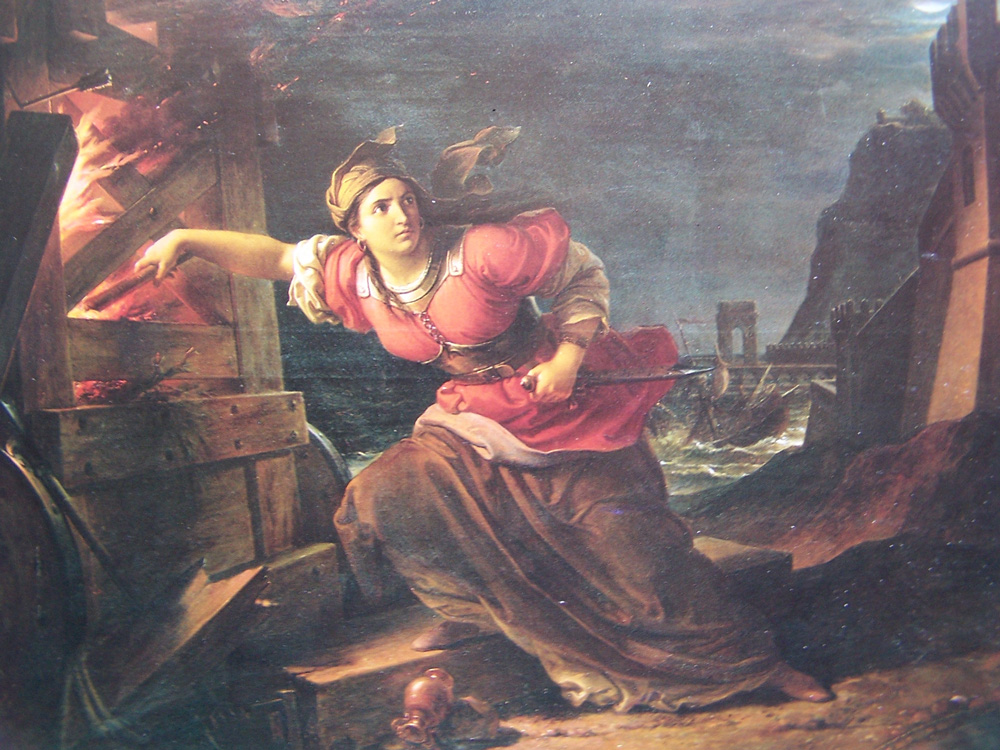
Стаміра. Франческо Подесті.

В 1174 році імперські війська Барбаросси здійснили повторну спробу захопити місто. Крістіан I, архієпископ Майнца і архіканцлер Барбаросси вступив в союз із Венецією і спільно з нею обложив Анкону. Венеційський флот, що складався із численних галер та великого корабля Totus Mundus заблокували порт Анкони, тоді як імперські війська взяли місто в облогу з суші.
Після кількох місяців драматичного опору анконітани змогли надіслати до Емілії-Романьї невеликий загін з проханням про допомогу. На заклик відгукнулись війська з Феррари та Бертіноро, які прийшли на допомогу і врятували місто від імперської армії та венеційців. Однією з легендарних осіб облоги 1174 року стала Стаміра, мужня вдова, яка за допомогою смолоскипа спалила облогові машини нападників.
У боротьбі між папами та імператорами Священної Римської імперії, яка вирувала в Італії з XII століття, Анкона виступила на стороні папістів гвельфів. Папа Олександр III (1159—1181) оголосив Анкону вільним містом у складі папської держави. Через 250 років Папа Євгеній IV підтвердив правове положення, визначене його попередником, і 2 вересня 1443 офіційно проголосив її республікою під назвою Respublica Anconitana. Майже одночасно була офіційно визнана Рагузькою республікою, що підтвердило тісний зв'язок, який існував між двома адріатичними портами.

### Новий час
Під час воєн Французької революції на території Анкони на короткий час була проголошена Анконітанська республіка, що незабаром увійшла до складу Римської республіки. Після розгрому Наполеона влада Папи була відновлена, а в 1861 році Анкона увійшла до складу Італійського Королівства.

## Культура

### Визначні місця
Собор св. Киріака (Duomo di Ancona або San Ciriaco), побудований у романо-візантійському стилі (XII—XIII століття). Це гарна будівля з сірого каменю побудована у формі грецького хреста увінчаного куполом. Первинна церква (VIII століття) мала форму прямокутної базиліки і була побудована на місці колишнього грецького храму Афродіти (III століття до н. е.).
Арка Траяна (Arco di Traiano) висотою 18 метрів знаходиться на північному молі мису Конеро. Арка споруджена Аполлодором Дамаським на кошти імператора Траяна у 114—115 рр. з турецького білого мармуру. Це один з найгарніших римських пам'ятників регіону Марке, хоч велика частина його оригінальних прикрас з позолоченої бронзи втрачені.
Санта Марія делла Пьяцца (Santa Maria della Piazza), церква у романському стилі побудована в XI-му столітті, але перебудовувалася до XIII-го століття, має гарний фасад.
Лазарет (Lazzaretto або Mole Vanvitelliana) — пятикутна будівля побудована за проектом Луїджі Ванвітеллі у 1733—1743 рр.; оточений ровами, що утворюють острів, з площею більше ніж 20 000 квадратних метрів. Він служив для захисту населення Анкони від інфекційних хвороб. Тут під час карантину знаходилися люди і товари, які прибували морем із заражених територій. Пізніше, він теж використовувався як військовий шпиталь. У теперішній час використовується для виставок і культурних заходів.

### Кінематограф
Анкона була місцем зйомок фільму Лукіно Вісконті «Одержимість» (Ossessione) (1943); цей фільм вважається першим нео-реалістичним фільмом[джерело?].
Анкона була головним місцем зйомки фільму «Кімната сина» (Stanza del figlio), реалізованого Нанні Моретті (Nanni Moretti) і нагородженого в 2001 Золотою пальмовою гілкою на кінофестивалі в Каннах.

## Господарка

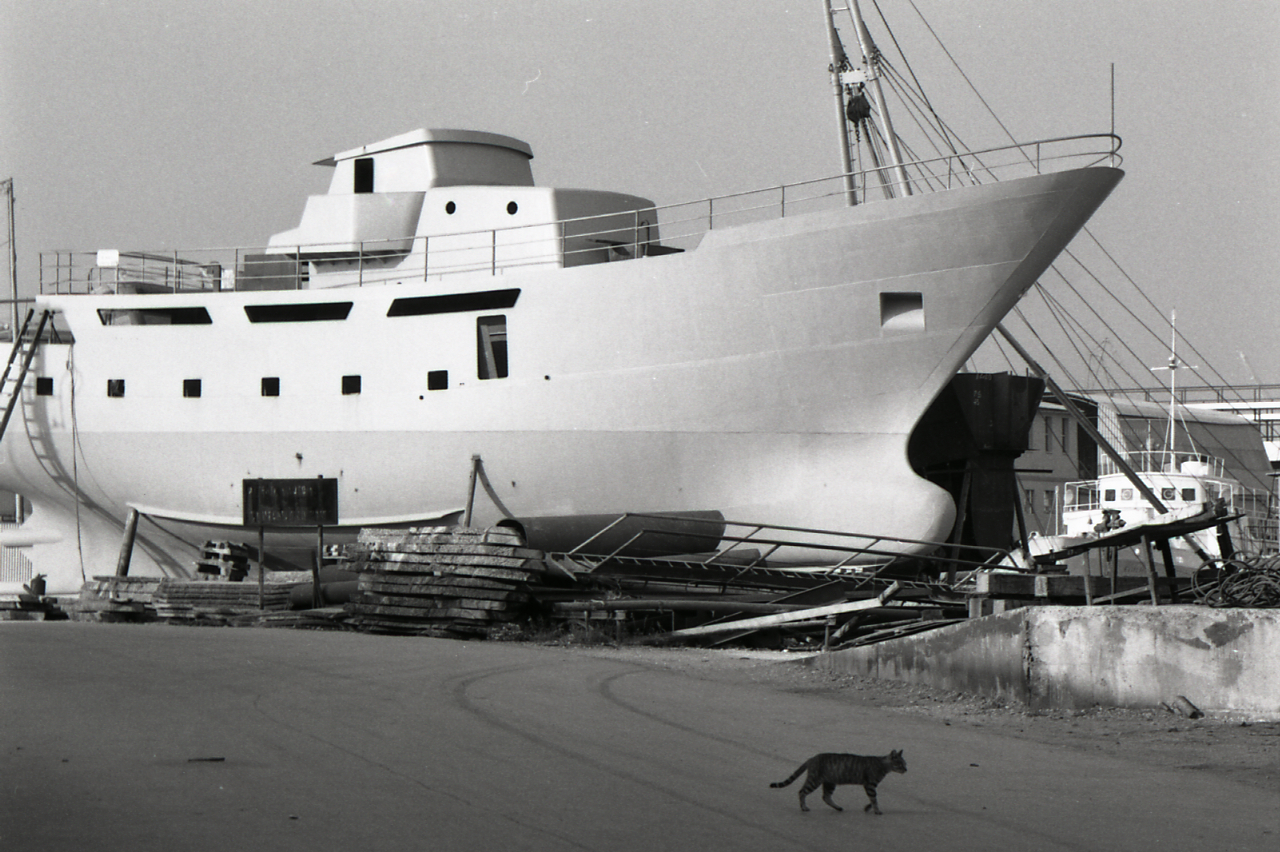
Фотографія Паоло Монті (Анкона, 1969 рік) для публікації у Touring Club Italiano

### Економіка
Суднобудування, вагонобудування, виробництво мостових конструкцій. Нафтопереробка, фармацевтична, взуттєва промисловість, виробництво майолікових і скляних виробів. Вивезення сірки та асфальту.

### Транспорт
Залізничний вузол. Порт і військова база на Адріатичному морі.
Аеропорт Анкона-Фальконара (італ. Aeroporto di Ancona-Falconara) розміщений у Фальконара-Мариттіма (італ. Falconara Marittima), 10 км на захід від Анкони, пропонує регулярні польоти до Риму, Мілану та інших міст Європи, таких як Лондон або Барселона.

## Демографія
Населення за роками:

Станом на 1 січня 2023 року в муніципалітеті офіційно проживало 13 939 іноземців з 124 країн, серед них 2871 громадянин країн Євросоюзу та 604 громадяни України.

## Уродженці
- Стівен Шпенді (*2003) — албанський футболіст, нападник.

- Бруно Леоні (1913—1967) — італійський філософ і юрист
- Вірна Лізі (1936—2014) — італійська акторка
- Массімо Пілоні (*1948) — італійський футболіст, воротар, згодом — футбольний тренер.
- Ренато Дзаккареллі (*1951) — італійський футболіст, півзахисник.
- Лука Маркеджані (*1966) — відомий у минулому італійський футболіст, воротар.

## Сусідні муніципалітети

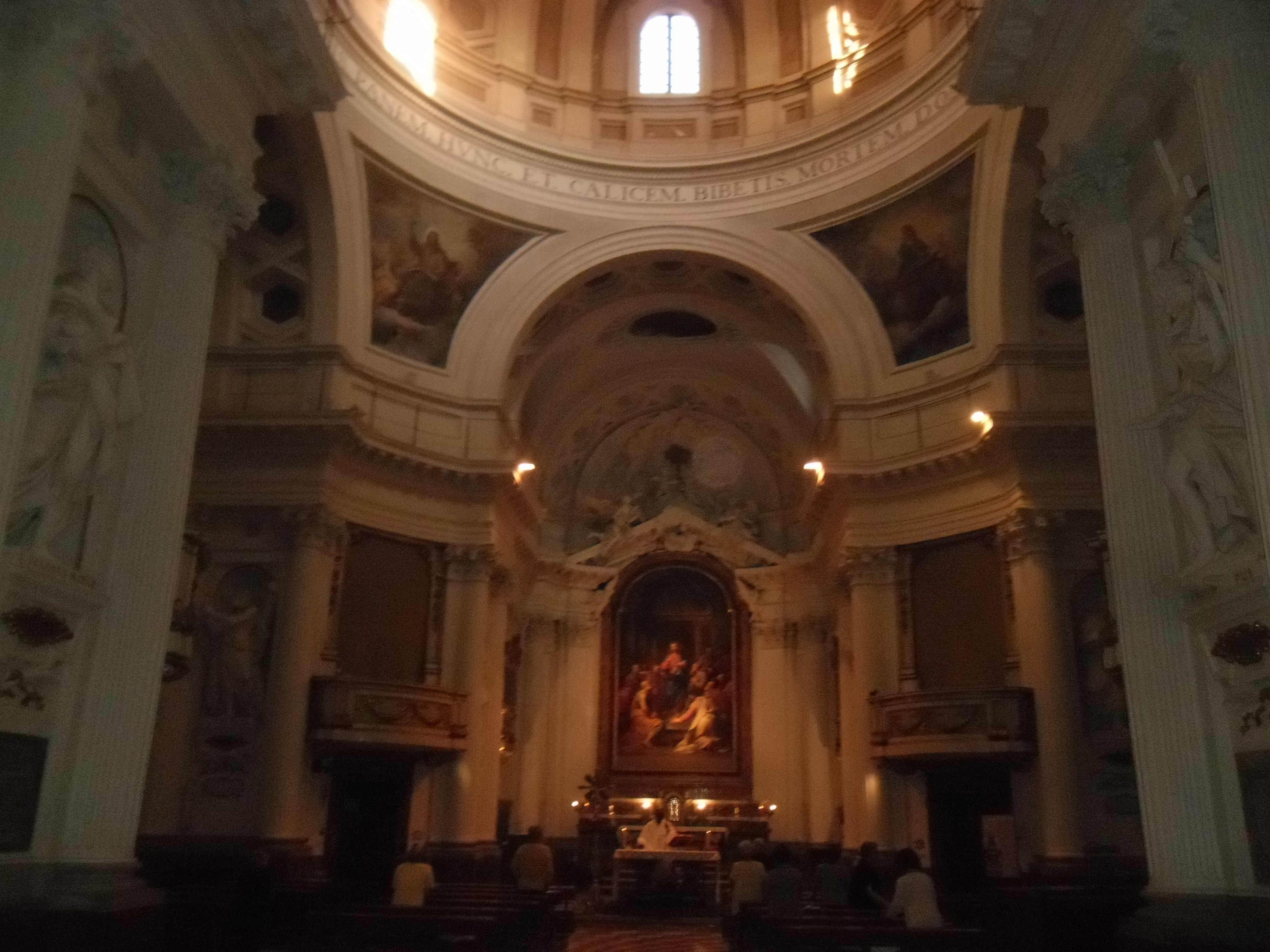
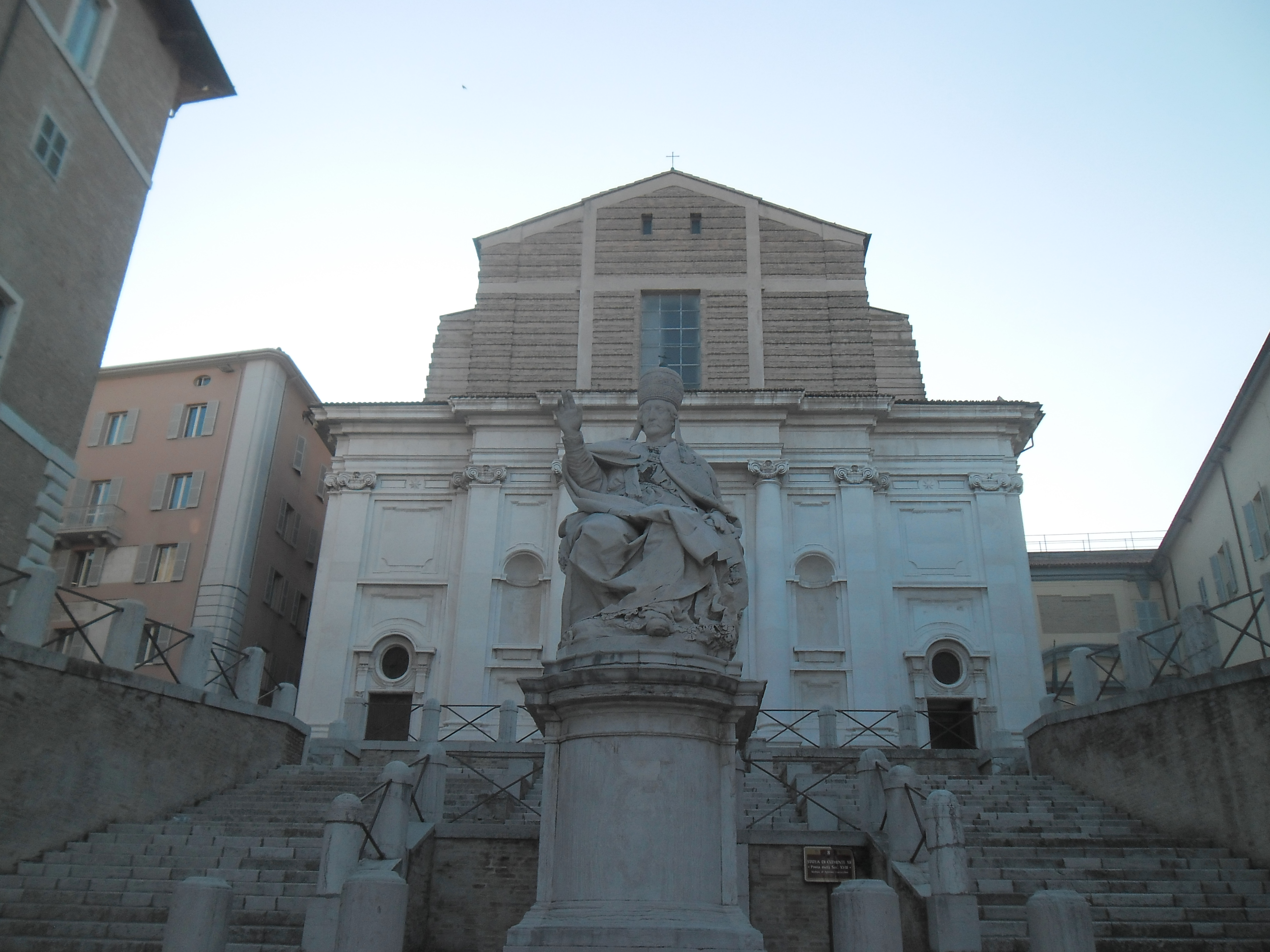
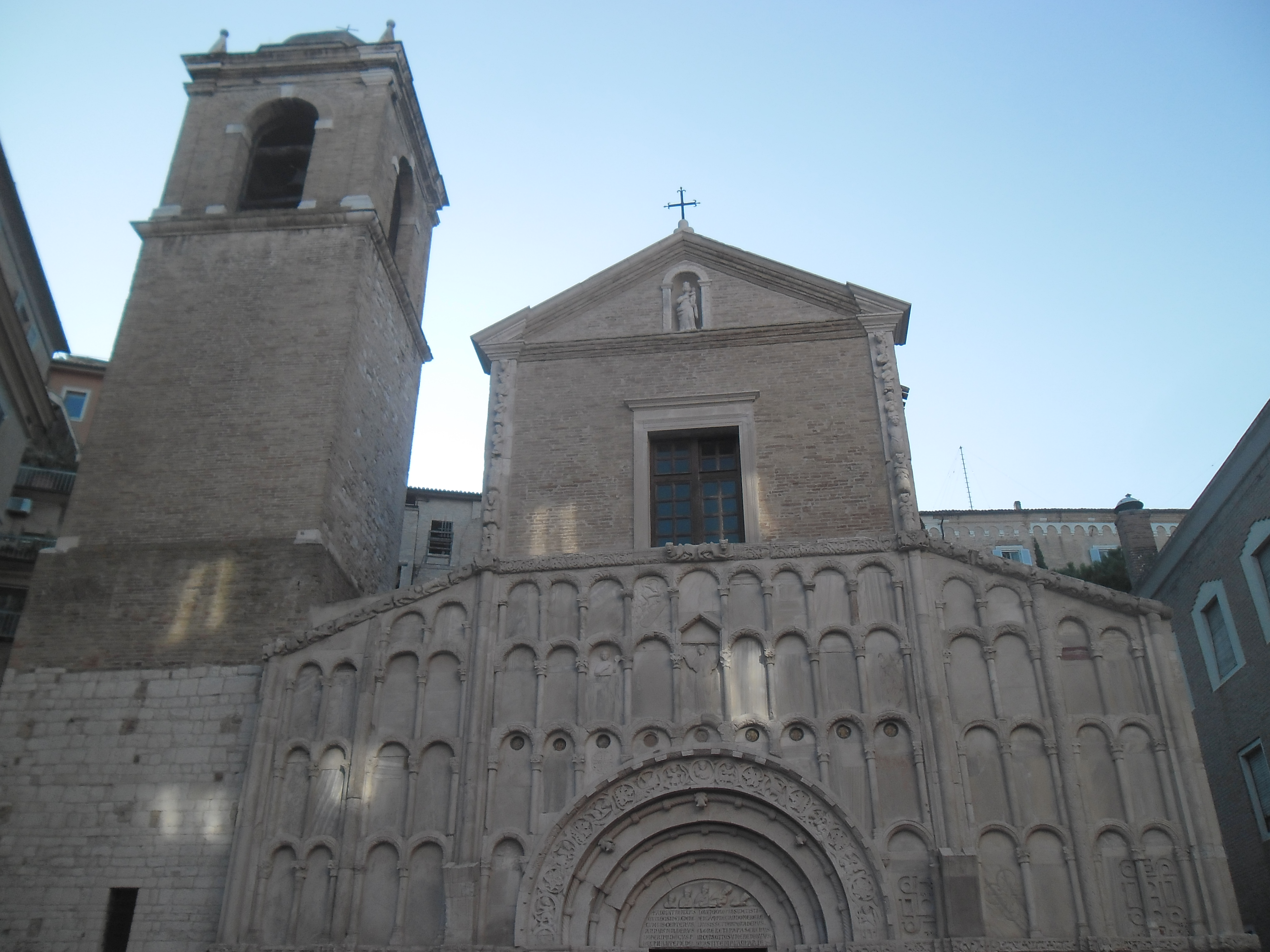
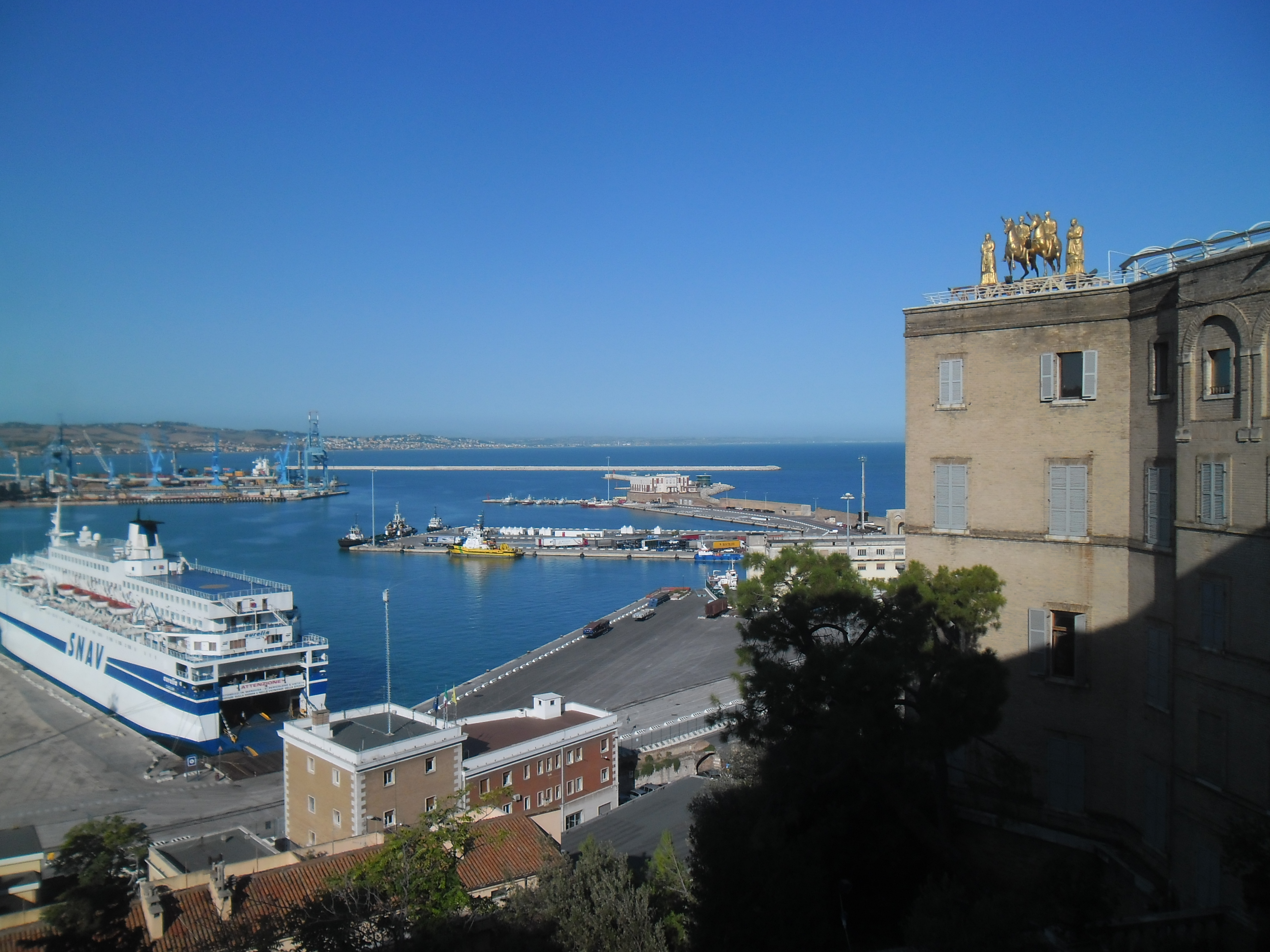
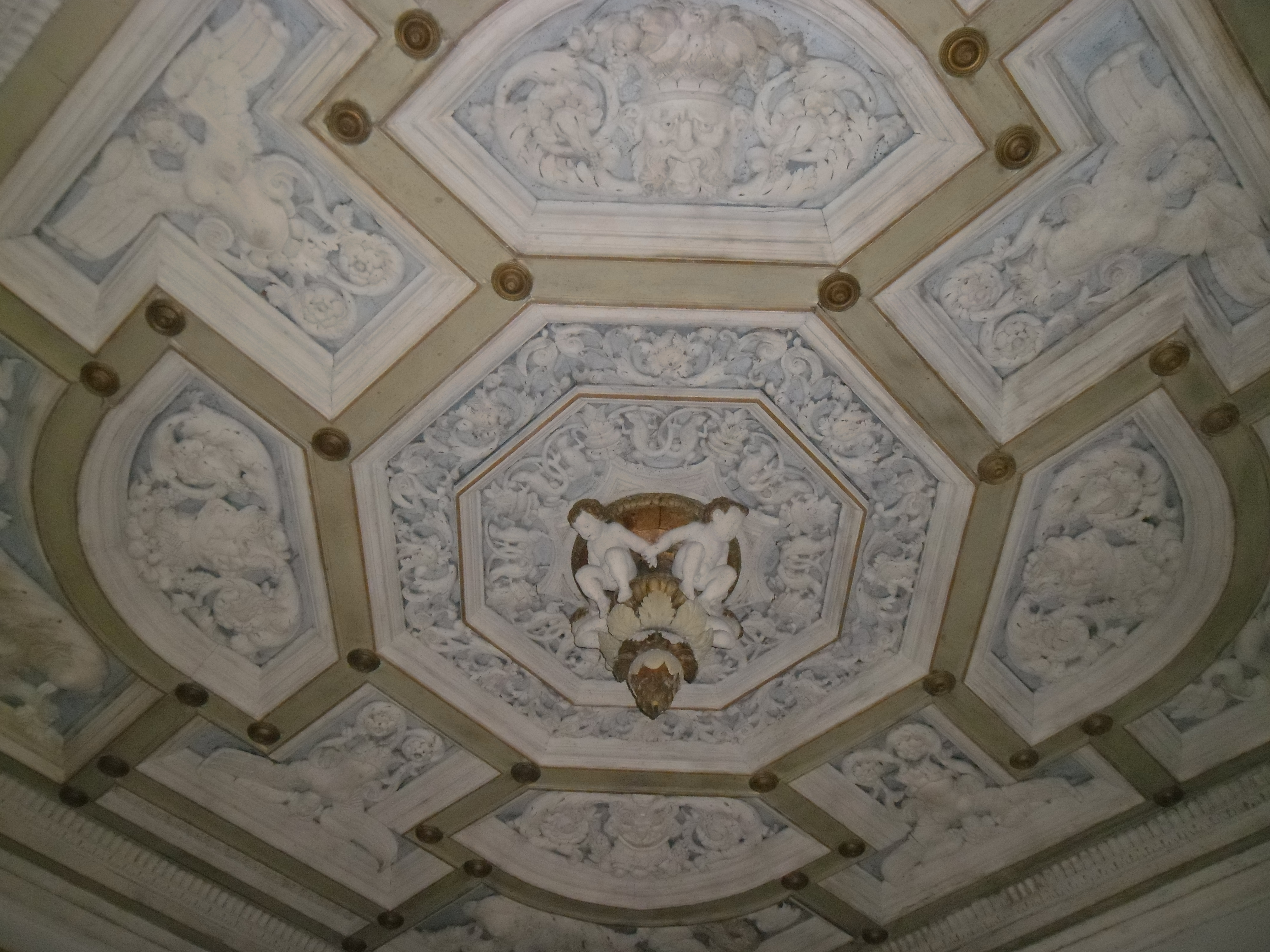
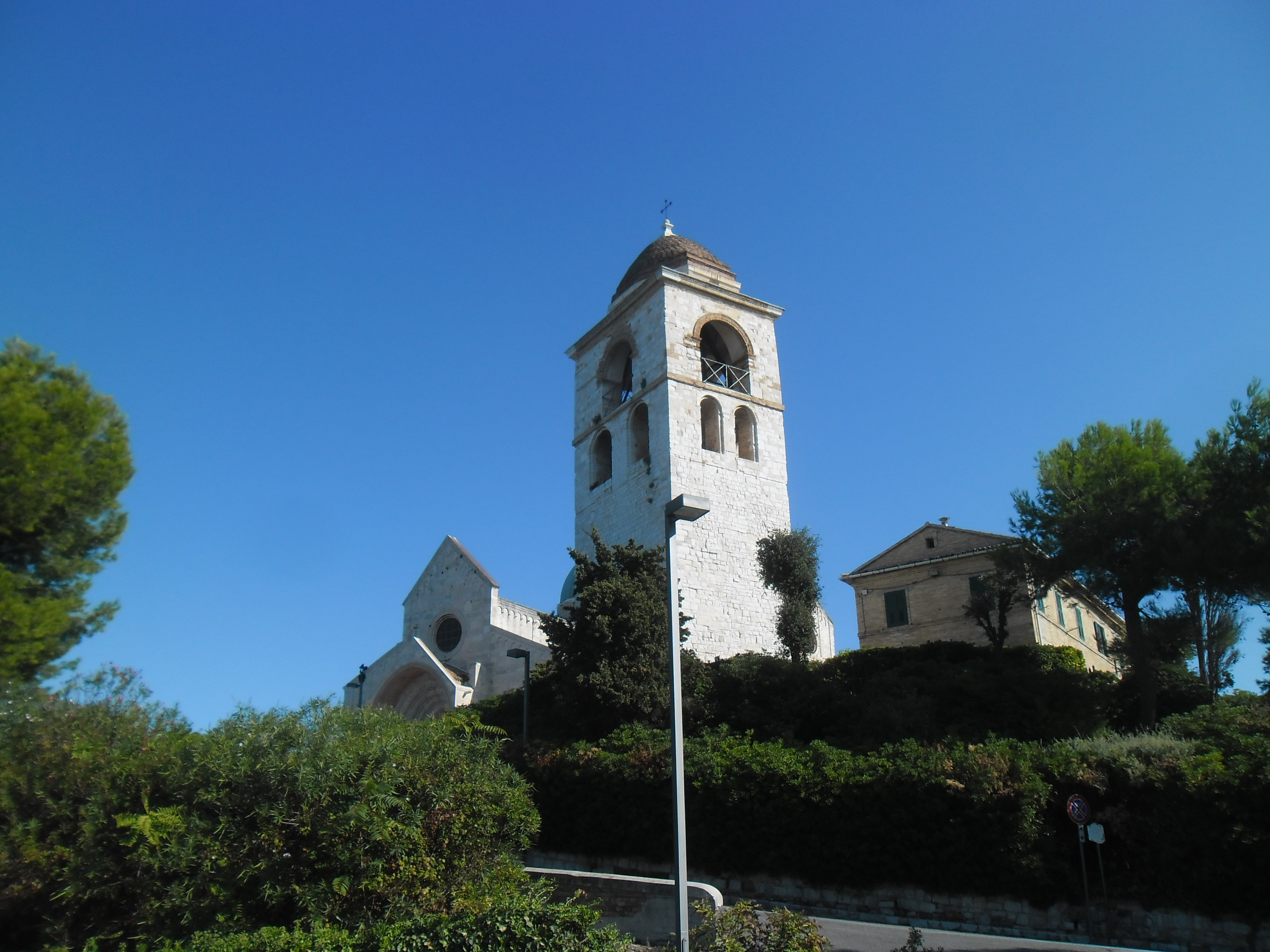
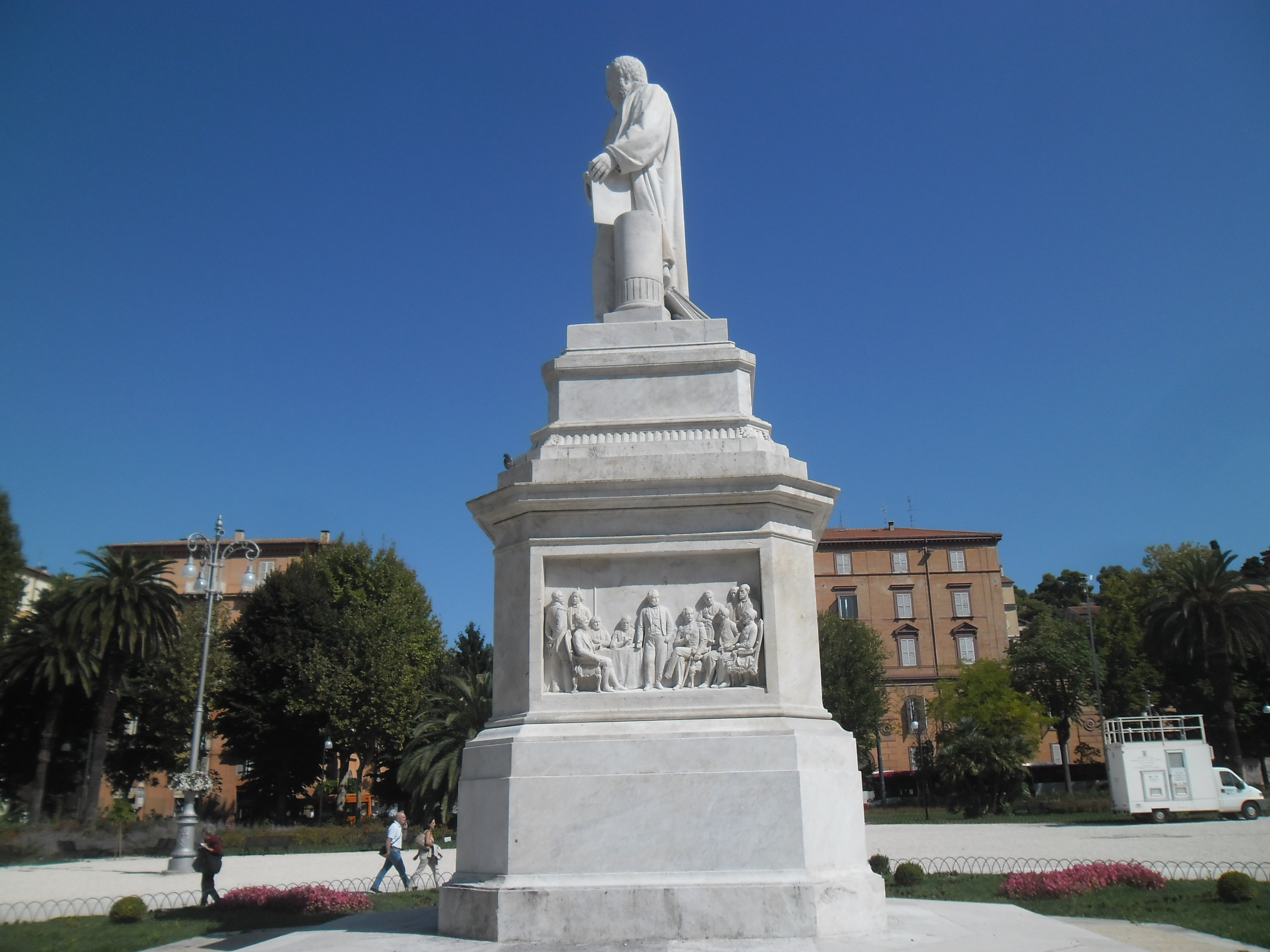
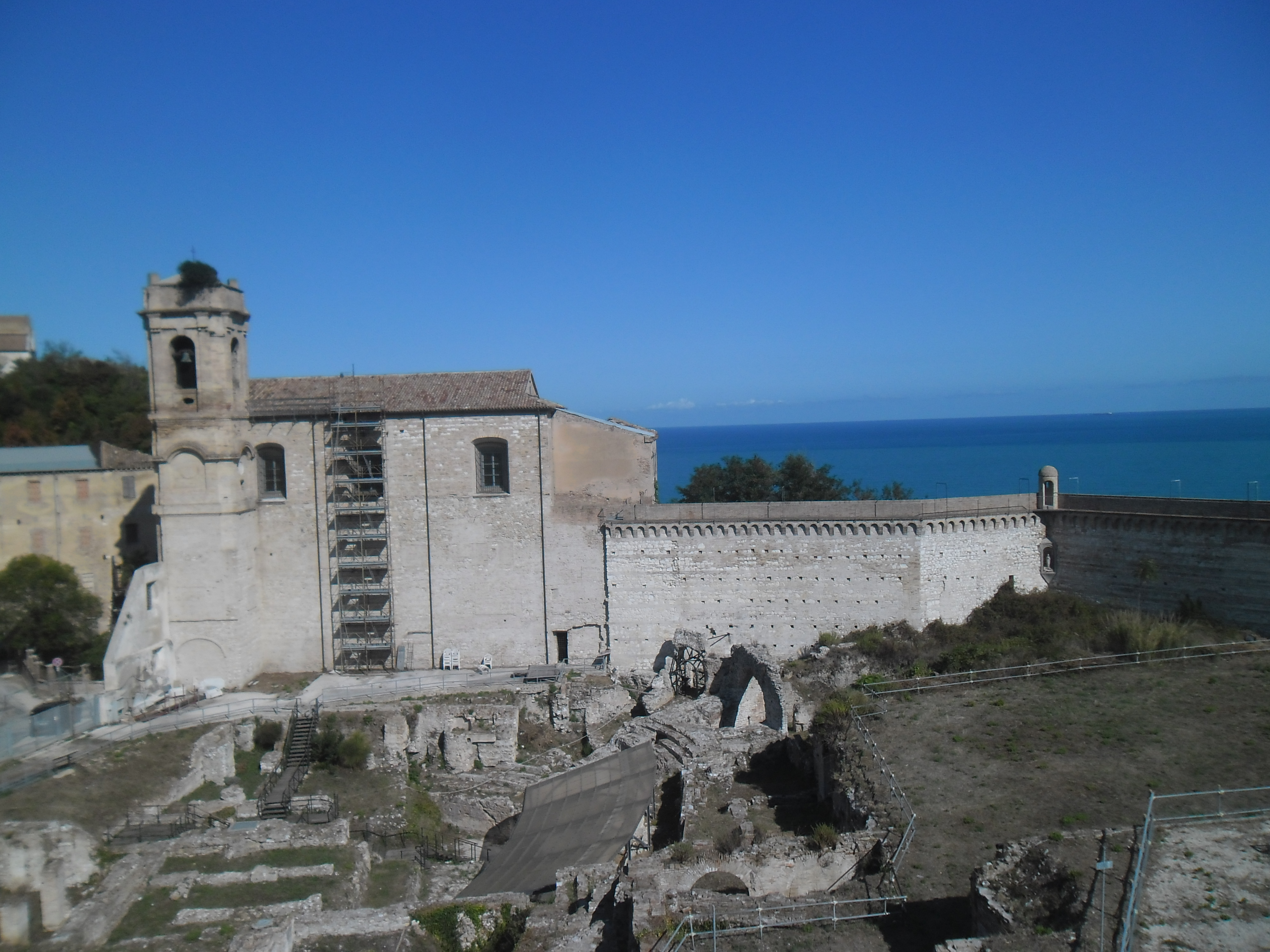
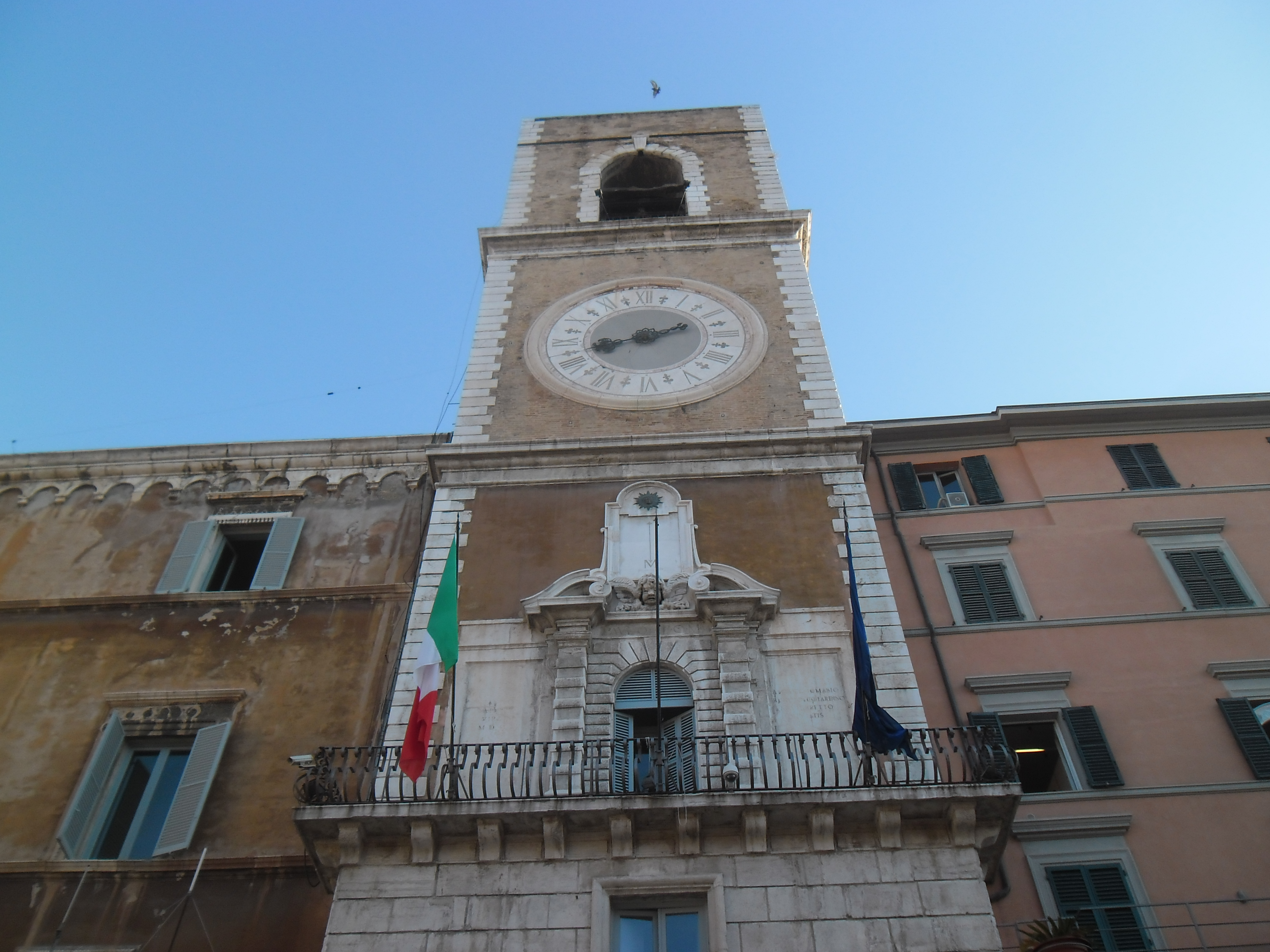
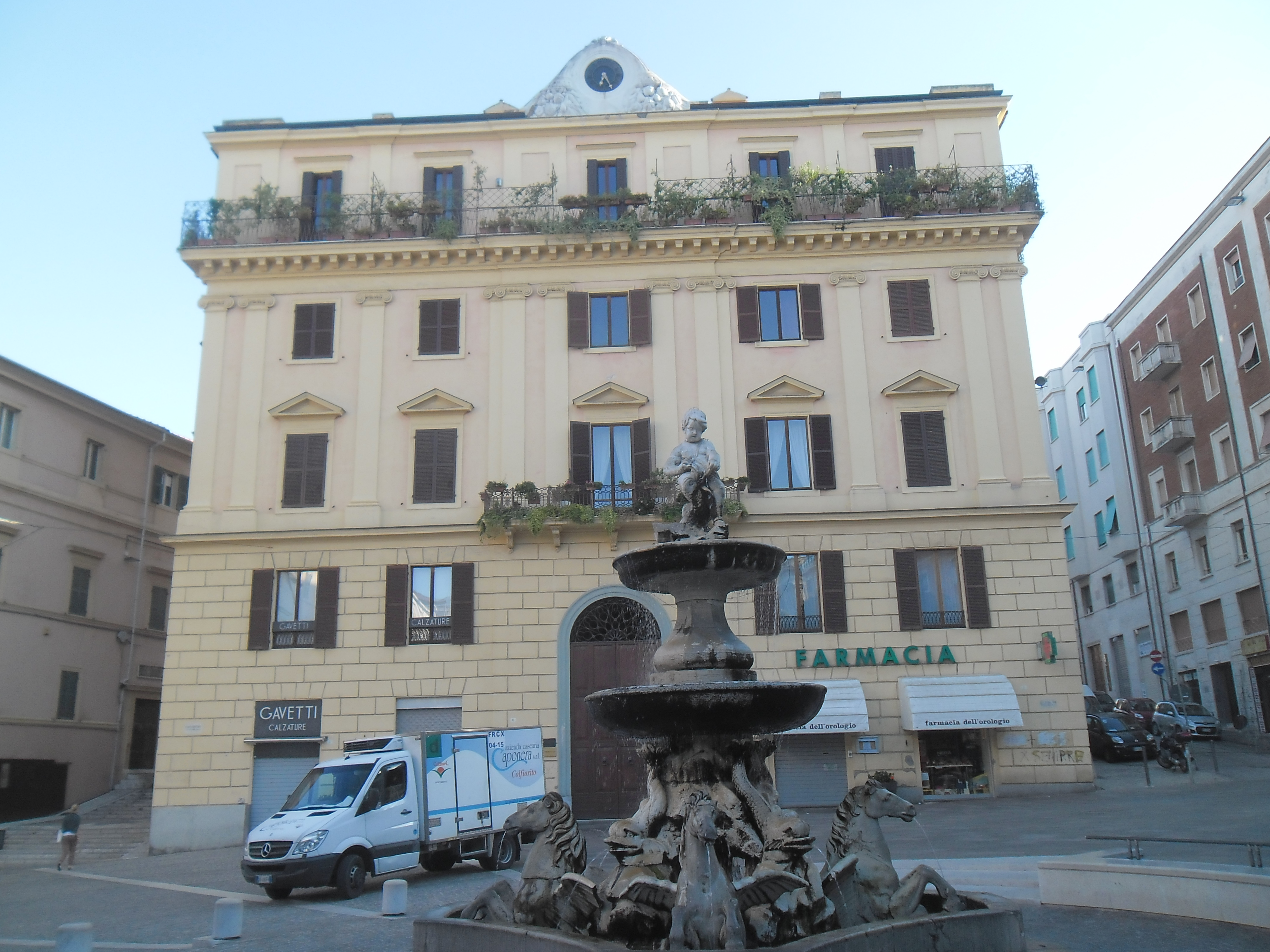
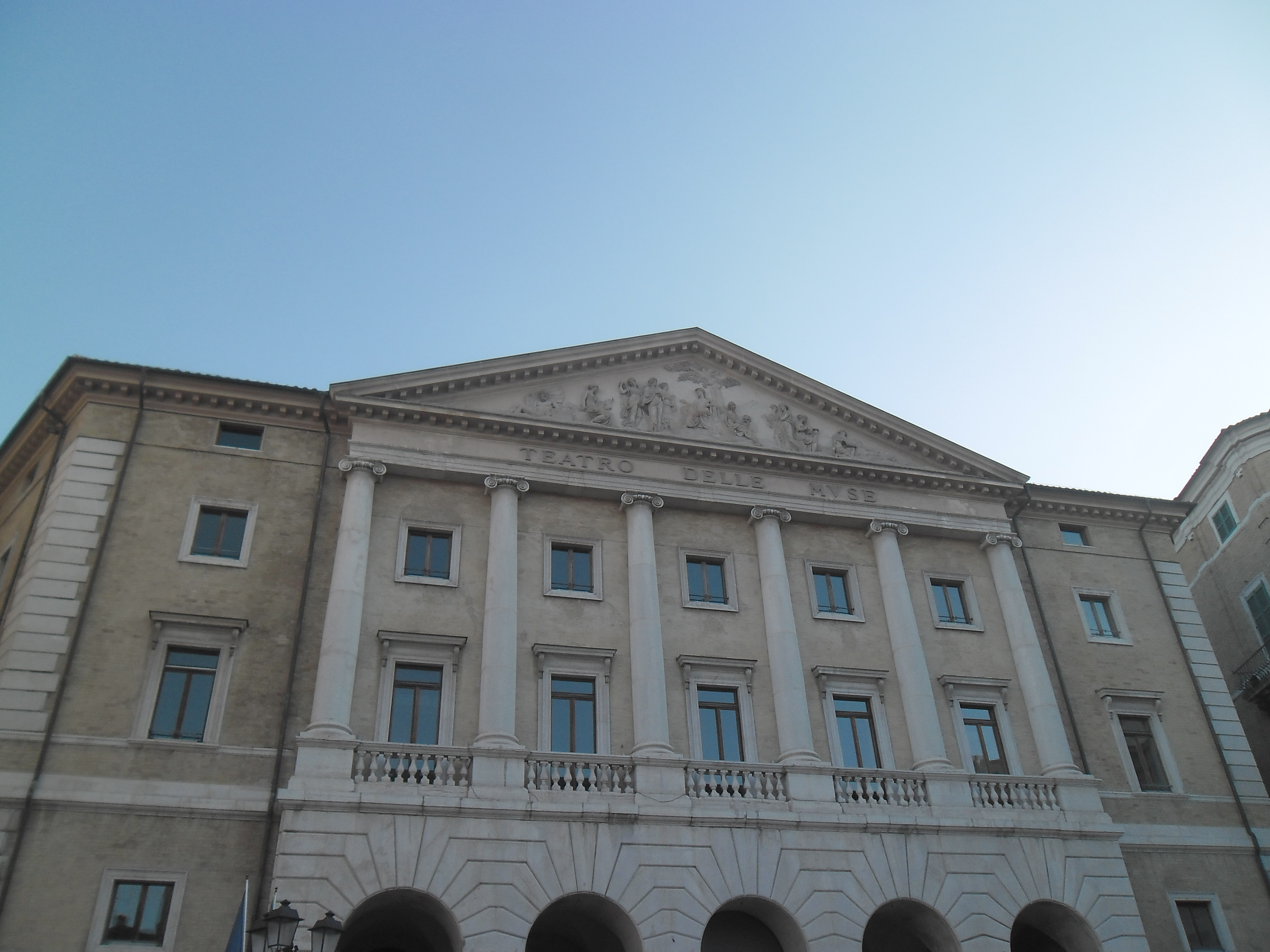
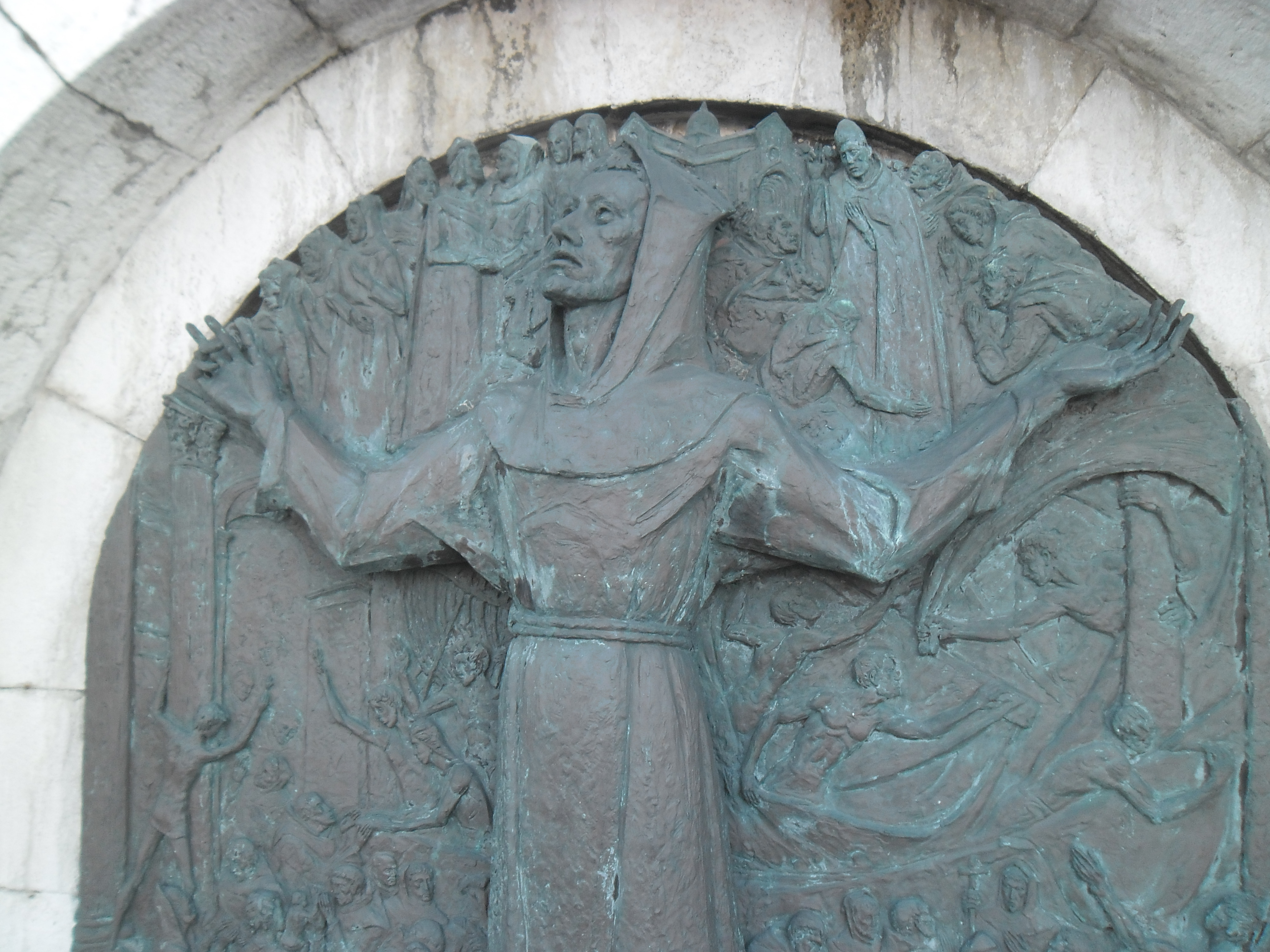
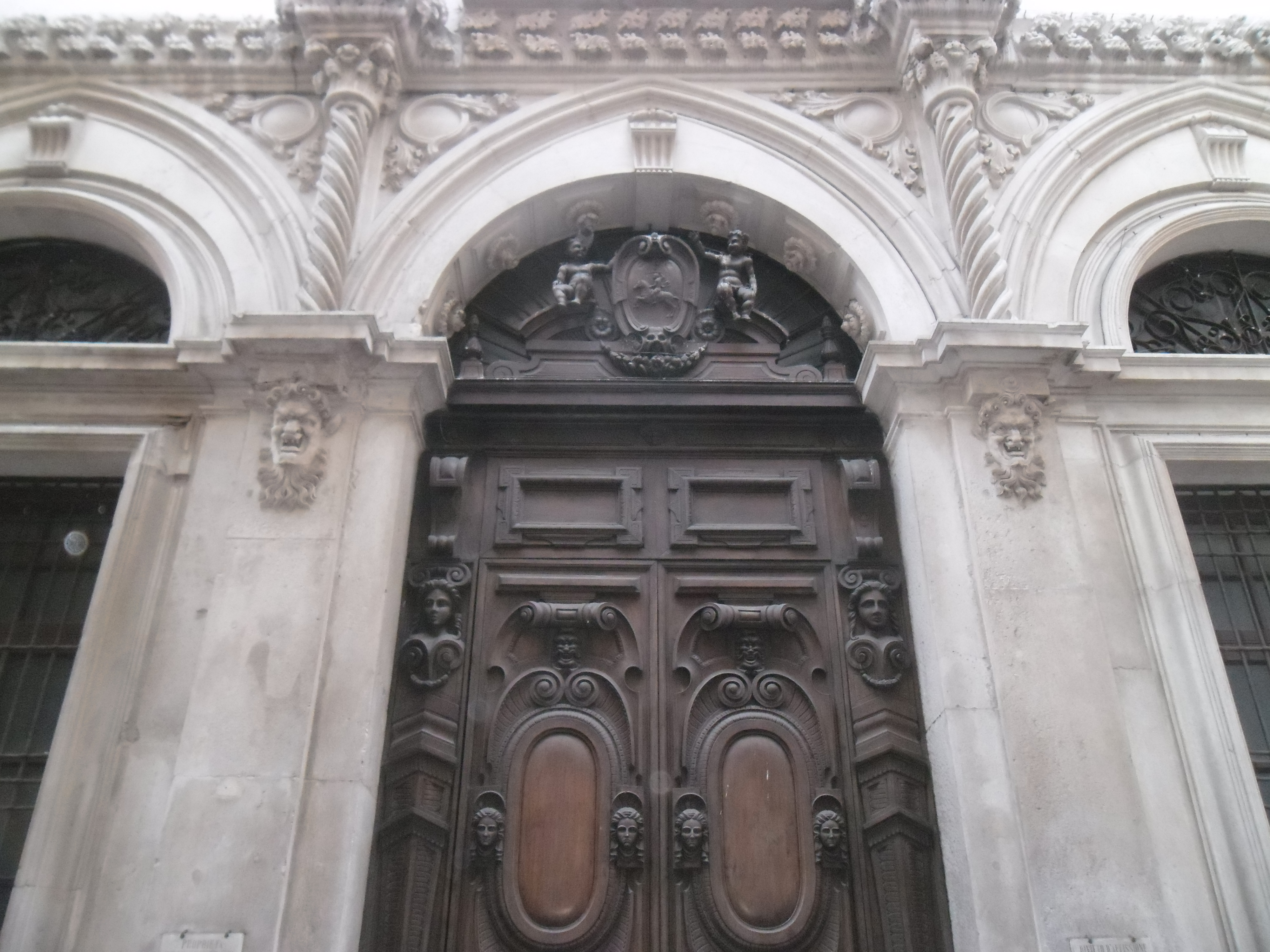
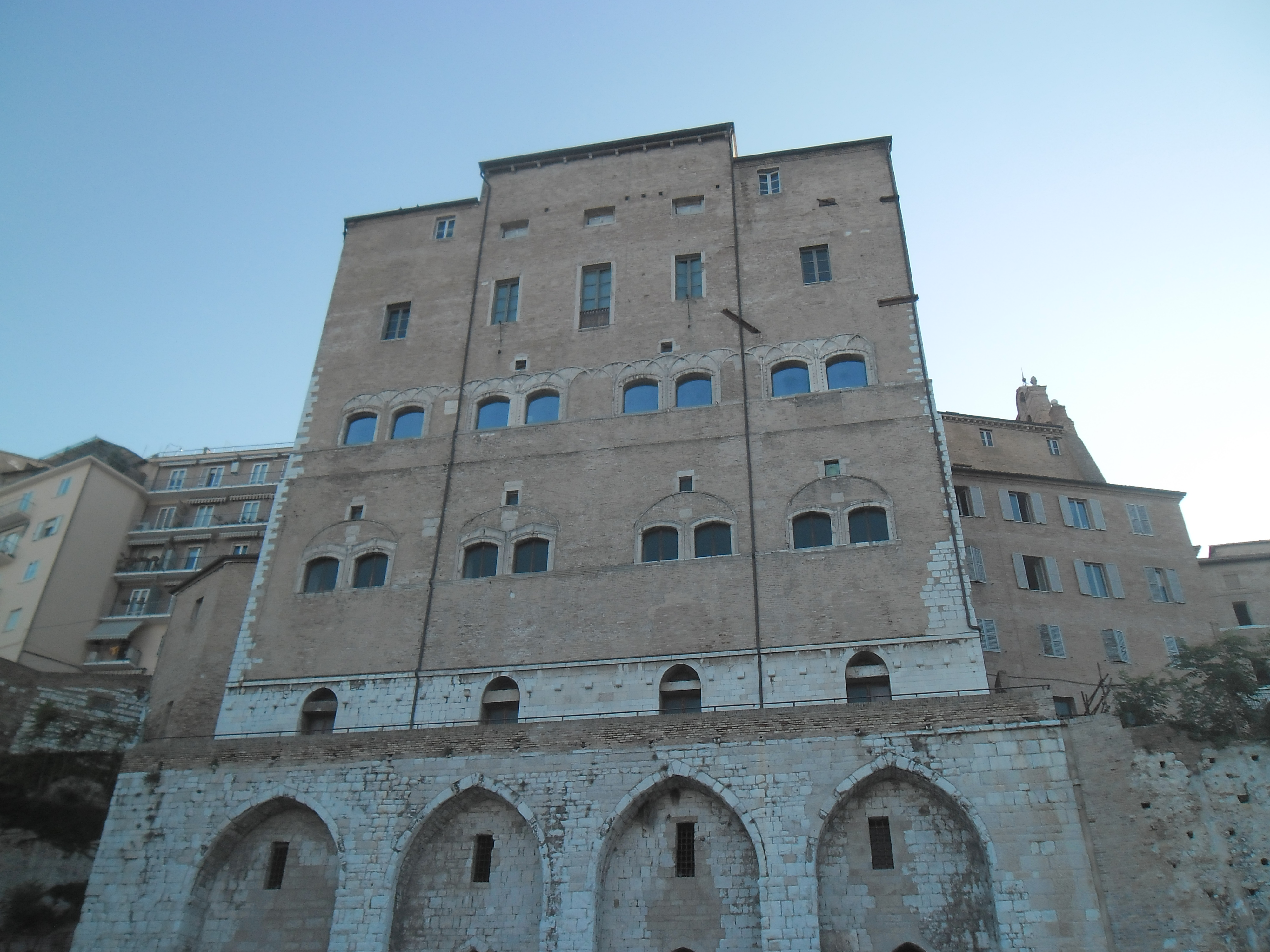

- Агульяно
- Камерано
- Камерата-Пічена
- Фальконара-Мариттіма
- Оффанья
- Озімо
- Польвериджі
- Сіроло
- Нумана